# 益子昌一
益子 昌一（ましこ しょういち、1968年（昭和43年）9月28日 - ）は日本の脚本家、小説家、映画監督。

## 来歴
栃木県那須烏山市出身。栃木県立烏山高等学校卒業後、法政大学工学部経営工学科に入学。その後、ニューヨーク大学大学院カルチャー・アンド・コミュニケーション学部メディア・エコロジー学科にて修士号を取得。ニューヨーク滞在中、ニューヨーク近代美術館（MOMA）映画部でのインターンシップを経て、松竹株式会社に入社。松竹在籍中、『アンラッキー・モンキー』（SABU監督）、『落下する夕方』（合津直江監督）、『OPEN HOUSE』（行定勲監督）などの作品に携わる。退社後、映画のプロデュース、映画脚本、小説執筆を中心に活動の幅を広げ、2008年に『むずかしい恋』で映画監督デビュー。2009年に公開された東野圭吾原作の映画『さまよう刃』（東映配給）では脚本・監督を務めた。

## 主な作品

### 監督
- 2008年 映画『むずかしい恋』 BITE THE MANGO International Film Festival正式招待

出演： 水橋研二 璃乃亜 前田綾花 森岡龍 柳沢なな 載寧龍二 安藤サクラ 三浦誠己
　　
- 2009年 映画『さまよう刃』 東野圭吾原作 モントリオール世界映画祭正式招待

出演： 寺尾聰 竹野内豊 伊東四朗
　　
- 2011年 PV『不完全燃焼』（石川智晶）

### 脚本
- 2000年 映画『閉じる日』 行定勲監督

出演： 富樫真 沢木哲 前田綾花 永瀬正敏
- 2001年 映画『贅沢な骨』 行定勲監督 第1回 東京フィルメックス コンペティション出品

出演： 麻生久美子 つぐみ 永瀬正敏
- 2002年 TVドラマ『私立探偵濱マイク 第4話サクラサクヒ』 行定勲監督

- 2003年 映画『きょうのできごと』 行定勲監督 ベルリン国際映画祭正式招待

出演： 田中麗奈 妻夫木聡 伊藤歩 柏原収史 三浦誠己 石野敦士 池脇千鶴 松尾敏伸
　　
- 2005年 映画『ピーナッツ』 内村光良監督

出演： 内村光良 三村マサカズ 大竹一樹 ゴルゴ松本 レッド吉田 ふかわりょう 佐藤めぐみ 桜井幸子
- 2006年 WEB連続ドラマ『少女には向かない職業』

- 2008年映画『むずかしい恋』

- 2009年映画『さまよう刃』

- 2013年映画『キッズ・リターン　再会の時』 ビートたけし原案 清水浩監督

出演： 平岡祐太 三浦貴大 倉科カナ

### プロデューサー
- 2000年 映画『ひまわり』 行定勲監督 釜山国際映画祭にて国際批評家連盟賞受賞

出演： 麻生久美子 袴田吉彦 河村彩
　　
- 2001年 映画『贅沢な骨』 行定勲監督

### 小説
- 2004年 小説『指先の花』（小学館） 映画『世界の中心で、愛をさけぶ』のアナザー・ストーリー
- 2006年 小説『時間泥棒』（SDP出版）を八溝カラスのペンネームで出版
- 2007年 小説『遠くの空に消えた』（ゴマブックス）
- 2007年 小説『プリズム色の場所』（小学館）
- 2008年 小説『ワンピースを重ねる君の…』（リンダパブリッシャーズ）